# Hodakî, Bar
Hodakî (în ucraineană Ходаки) este localitatea de reședință a comunei Hodakî din raionul Bar, regiunea Vinnița, Ucraina.

## Demografie
Componența lingvistică a localității Hodakî
     Ucraineană (98,89%)
     Rusă (1,11%)
Conform recensământului din 2001, majoritatea populației localității Hodakî era vorbitoare de ucraineană (98,89%), existând în minoritate și vorbitori de rusă (1,11%).